# Marcial de Mello Castro
Marcial de Mello Castro (Tupaciguara, 3 de junho de 1941 — Belo Horizonte, 2 de agosto de 2018) foi um futebolista brasileiro que atuou como goleiro. Com passagens por Atlético Mineiro, Corinthians e Flamengo, ele atuou em 7 jogos com a camisa da Seleção Brasileira.

## Carreira
Sua trajetória foi iniciada nas equipes amadoras do Sete de Setembro Futebol Clube, de Belo Horizonte, e logo chamou a atenção do Atlético Mineiro, clube pelo qual se profissionalizou.

### Clube Atlético Mineiro
Marcial chegou ao Atlético em 1960, ainda como juvenil. Chegou a deixar o clube quando foi aprovado no vestibular de medicina da UFMG. Jogando nos campeonatos da universidade, voltou a chamar a atenção do Galo, que o recontratou em 1962.
Como profissional, Marcial atuou pelo Atlético nos anos de 1962 e 1963, e faturou um título estadual na primeira temporada. Segundo o site Galo Digital, Marcial disputou pelo clube 37 jogos e sofreu 33 gols.
Em 1963 foi convocado pela primeira vez para a Seleção Brasileira, sendo o primeiro goleiro da história atleticana a atingir tal nível. Ainda como jogador do Atlético, Marcial fez parte do selecionado mineiro que faturou o Campeonato Brasileiro de Seleções, em janeiro de 1963. Neste mesmo ano foi vendido ao Flamengo, naquela que foi a venda mais cara do futebol mineiro até então. O clube carioca pagou 10 milhões de cruzeiros, mais o passe do goleiro Gustavo.

### Flamengo
No Flamengo, Marcial ajudou a equipe a se sagrar campeã estadual logo na sua primeira temporada com a camisa rubro-negra. A sua grande atuação na final contra o Fluminense, no jogo que detém o recorde de maior público da história do futebol em uma partida entre clubes, é lembrada por todos que assistiram àquele jogo. Segundo dizem, foi neste jogo que ele fez a defesa mais fantástica que o Maracanã já presenciou. Nelson Rodrigues assim descreveu o lance: "Marcial, num passe de mágica, fez a bola marrom chutada à queima-roupa por Escurinho, sumir". Em uma entrevista dada à Revista Placar, em 1987, Marcial disse: "Ele já comemorava o gol quando mostrei a bola à torcida".
Eleito o craque da partida, quis o destino que a bola terminasse em seus braços no último lance, na hora do apito final. Permaneceu na Gávea até 1965. Ao todo, disputou 93 jogos com a camisa rubro-negra.

### Corinthians
Marcial atuou pelo Corinthians entre 1965 e 1968. Segundo o site oficial do clube, nestes três anos Marcial somou 83 partidas, com 53 vitórias, 13 empates, 17 derrotas e o título do Torneio Rio-São Paulo de 1966.

### Seleção Brasileira
Defendeu as cores da Seleção Brasileira em sete oportunidades, sendo o titular no Sul-Americano de 1963.

### Aposentadoria
Se aposentou dos gramados aos 26 anos, para se dedicar aos estudos na Faculdade de Medicina. Após formado, exerceu a profissão por vários anos na cidade de Pitangui até retornar a Belo Horizonte, onde foi médico anestesiologista do Hospital Universitário São José.

## Morte
Morreu em 2 de agosto de 2018, aos 77 anos, vítima de infarto.

## Títulos
Atlético-MG
- Campeonato Mineiro: 1962

Flamengo
- Campeonato Carioca: 1963

Corinthians
- Torneio Rio-São Paulo: 1966

Seleção Mineira
- Campeonato Brasileiro de Seleções: 1963